# Badr Hari
Badr Hari (ur. 8 grudnia 1984 w Amsterdamie) – marokańsko-holenderski kick-bokser, mistrz K-1 (2007–2008) oraz It’s Showtime (2009-2010) w wadze ciężkiej, wicemistrz K-1 World Grand Prix z 2009 roku.

## Kariera sportowa
Badr Hari urodził się i mieszka w Amsterdamie. Jego rodzice pochodzą z marokańskiej Kenitry. W wieku 7 lat zaczął trenować kick-boxing. W 2000 roku przyłączył się do renomowanego Chakuriki Gym, gdzie rozwijał swoje umiejętności pod okiem Thoma Harincka (byłego trenera Petera Aertsa). Szybko zdobył opinię jednego z najbardziej utalentowanych holenderskich kick-boxerów młodego pokolenia. Harinck stwierdził nawet, że Hari ma więcej talentu niż Aerts i Branko Cikatić razem wzięci. Jedną z jego nielicznych porażek w tamtym okresie był nokaut z rąk ówczesnej gwiazdy K-1 Aleksieja Ignaszowa w 2003 roku (Hari był lżejszy od Białorusina o ponad 18 kg i przyjął ofertę walki na kilka dni przed jej rozegraniem).

### Walki przeciwko Leko
W 2005 roku Hari opuścił Chakuriki Gym, a jego nowym trenerem został Mike Passenier. W czerwcu na gali It’s Showtime 8 stoczył walkę przeciwko Stefanowi Leko, który powracał do kick-boxingu po nieudanych startach w PRIDE FC. Obaj rywale prowokowali się wzajemnie, podgrzewając atmosferę przed pojedynkiem. Sama walka trwała niecałe 2 minuty. Leko zaskoczył Hariego kopnięciem z obrotu w wątrobę, a następnie wykonał nad znokautowanym przeciwnikiem gest przypominający splunięcie.
Hari żądał rewanżu. Doszło do niego już w listopadzie tego samego roku. Organizacja K-1 zaproponowała obu zawodnikom występ podczas Finału K-1 World GP 2005. Hari znokautował Leko w drugiej rundzie efektownym kopnięciem z obrotu w szczękę, po czym pomógł mu wstać, kończąc tym samym okres wrogości pomiędzy nimi.

### Walka przeciwko Grahamowi
W marcu 2006 roku Hari wystąpił na turnieju K-1 Oceania World GP w Auckland. W ćwierćfinale zestawiono go w parze z byłym karateką Kyokushin Peterem Grahamem. Na poprzedzającej galę konferencji prasowej doszło do utarczek słownych. Graham skrytykował aroganckie wypowiedzi Hariego na temat starszych zawodników K-1. Ten nie był mu dłużny, nazywając Grahama amatorem i sugerując, że zabije go w ringu. W rezultacie doszło do bójki pomiędzy samymi zawodnikami oraz ich sekundantami.
Rozegrana następnego dnia walka była emocjonująca i obfitująca w akcje zaczepne. Hari, umiejętnie wykorzystując swą przewagę zasięgu i szybkości, prowadził na punkty. 6 sekund przed końcowym gongiem dał się jednak zaskoczyć markową techniką Grahama - obrotowym kopnięciem opadającym (popularnie zwanym „rolling thunder”). Nieprzytomnego Marokańczyka przewieziono do szpitala, gdzie zdiagnozowano złamanie szczęki w dwóch miejscach.

### I i II walka przeciwko Karajewowi
Po wymuszonym kontuzją okresie rehabilitacji Hari powrócił na ring we wrześniu 2006 roku. Podczas turnieju eliminacyjnego do Finału K-1 World GP 2006 zmierzył się z Rusłanem Karajewem. Walka trwała niecałą minutę. Karajew wyprowadził szybką kombinację lewy - prawy, po której Hari zaczął się osuwać na deski. W tym samym momencie Rosjanin zadał jeszcze jeden cios pięścią i kopnięcie. Zasłonięty sędzia ogłosił nokdaun i wyliczył protestującego Marokańczyka. Telewizyjne powtórki pokazały, że ostatnie kopnięcie zostało zadane w momencie, gdy znajdował się on już na macie. Mimo gwałtownych protestów Hariego (którego musiano siłą wyprowadzić z ringu), rezultatu walki nie zmieniono.
W następnych swoich występach Hari pewnie pokonał Pawła Słowińskiego oraz Nicholasa Pettasa (począwszy od tego drugiego, występował już pod flagą Maroka). Zwycięstwa te sprawiły, że otrzymał szansę rewanżu na Karajewie. Okazją była walka, która miała wyłonić pretendenta do pierwszego w historii K-1 mistrzostwa w wadze ciężkiej. Odbyła się 4 marca 2007 roku w Jokohamie. Karajew od pierwszego gongu przejął inicjatywę i był bardziej agresywny. Hari skupił się na kontrujących kopnięciach. W drugiej rundzie jeden z lewych prostych Marokańczyka trafił w nos Rosjanina, powodując trudny do zatamowania i obfity krwotok. Karajew ruszył wtedy do zdecydowanego ataku, chcąc zakończyć jak najszybciej walkę, czego efektem był nokdaun Hariego po kombinacji prawy podbródkowy - lewy sierpowy. Marokańczyk powstał na „8”, po czym przepuścił zamaszysty sierpowy nacierającego rywala i skontrował go błyskawicznym prawym prostym w szczękę. Kompletnie zaskoczony Karajew został znokautowany.

### Mistrzostwo K-1 w wadze ciężkiej
Walkę o mistrzowski tytuł Hari stoczył 28 kwietnia 2007 roku w Honolulu przeciwko Yūsuke Fujimoto. Znokautował go w 56 sekundzie walki kopnięciem okrężnym w głowę. Po zdobyciu mistrzostwa wziął rewanż na Grahamie, pokonując go przez jednogłośną decyzję. Następnie, podczas eliminatora K-1 World Grand Prix 2007 Final 16 w Seulu, znokautował Douga Vineya. Jego zwycięską passę przerwała minimalna porażka przez decyzję z Remym Bonjaskym w ćwierćfinale K-1 World GP 2007.
Sezon 2008 Hari rozpoczął serią trzech nokautów (wszystkie w pierwszej rundzie). Najpierw pokonał Raya Sefo, w czerwcu obronił w Fukuoce pas mistrzowski przeciwko Glaube Feitosie, a następnie w 19 sekund uporał się z Domagojem Ostojiciem. We wrześniu podczas Final 16 zmierzył się z Choi Hong-manem. Hari przeważał w pierwszej rundzie, lecz to Koreańczykowi udało się posłać Marokańczyka na deski w drugiej. Trzecia runda stała ponownie pod znakiem ataków Hariego, który skoncentrował się na obijaniu prawego boku Choia. Taktyka okazała się skuteczna, gdyż „Goliat” z powodu kontuzji żeber nie był w stanie wyjść do rundy dodatkowej i poddał walkę.

### Finał K-1 World GP 2008 i odebranie mistrzostwa

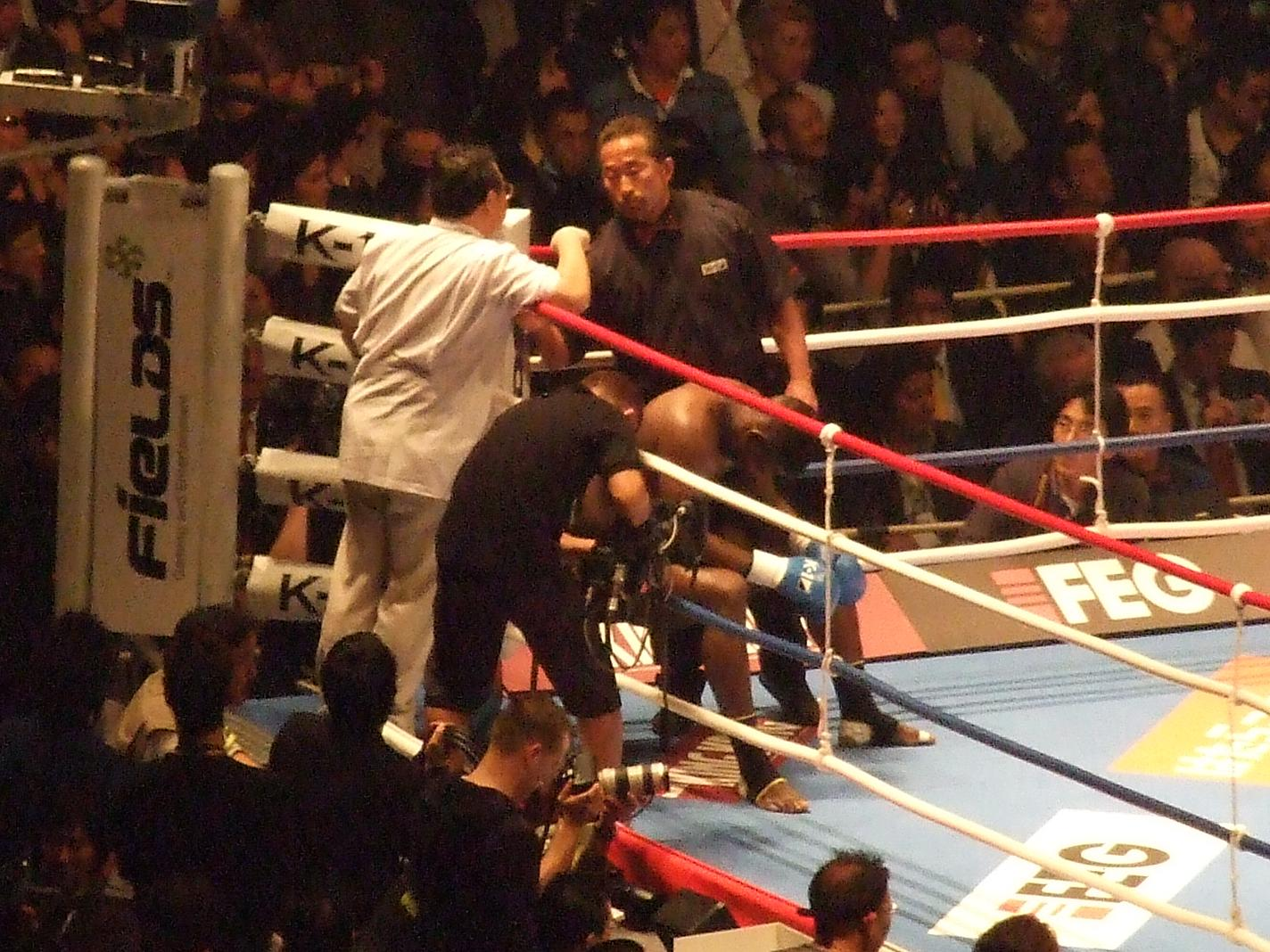
Finałowa walka Bonjasky vs Hari. Bonjasky odpoczywa w swoim narożniku chwilę po incydencie. Wkrótce Nobuaki Kakuda ogłosi dyskwalifikację Badra Hariego

Hari był wymieniany przez wielu komentatorów jako główny faworyt do zwycięstwa w finałowym turnieju. W ćwierćfinale został zestawiony w parze z trzykrotnym mistrzem K-1, Peterem Aertsem. Marokańczyk rozpoczął walkę agresywnie i już na samym jej początku spowodował nokdaun rywala. Aerts nie był w stanie przeciwstawić się jego atakom w dalszej części starcia i po kolejnym nokdaunie w drugiej rundzie sędzia przerwał pojedynek. W dramatycznym półfinale Hari znokautował w trzeciej rundzie Errola Zimmermana (w drugiej obaj - najpierw Hari, a potem Zimmerman - byli liczeni).
W finałowej walce zmierzył się z Remym Bonjaskym. Bonjasky zdołał zaliczyć w pierwszej rundzie nokdaun po lewym sierpowym w szczękę Hariego. Marokańczyk ruszył do odrabiania strat w drugiej rundzie, ale w jej trakcie sfaulował leżącego Holendra, uderzając go i kopiąc w głowę. Bonjasky otrzymał regulaminowe 5 minut na regenerację, ale po ich upływie oświadczył, że nie jest w stanie kontynuować walki. Pojedynek zakończył się dyskwalifikacją Hariego i przyznaniem mistrzowskiego pasa Bonjasky'emu.
17 grudnia 2008 roku zostały ogłoszone sankcje nałożone przez organizację K-1 na Hariego. Komitet Regulaminowy K-1 zadecydował o odebraniu drugiego miejsca, gaży oraz wszelkich nagród pieniężnych uzyskanych przez Marokańczyka za udział w turnieju. Został on również pozbawiony mistrzostwa K-1 w kategorii ciężkiej.

### Mistrzostwo It’s Showtime i wicemistrzostwo K-1 World GP 2009
Podczas sylwestrowej gali Dynamite!! 2008 stoczył dla K-1 przegraną walkę z Alistairem Overeemem, po czym podpisał kontrakt z holenderską organizacją It’s Showtime. 16 maja 2009 roku na gali It’s Showtime 2009 Amsterdam znokautował w 45. sekundzie pierwszej rundy byłego trzykrotnego mistrza K-1 WGP, Semmy'ego Schilta. Tym samym został mistrzem It’s Showtime w wadze ciężkiej.
Do K-1 powrócił we wrześniu, nokautując podczas Final 16 Zabita Samiedowa. W losowaniu par ćwierćfinałowych Finału K-1 WGP 2009 na swojego przeciwnika wybrał Rusłana Karajewa. Znokautował go, jak i Alistaira Overeema w półfinale, już w pierwszej rundzie walki. W walce finałowej zmierzył się z Semmym Schiltem. Przegrał przez nokaut (reguła 3 nokdaunów) w pierwszej rundzie.

### Utrata mistrzostwa It’s Showtime
W lutym 2010 roku obronił mistrzostwo It’s Showtime, nokautując w Pradze Tunezyjczyka Mourada Bouzidiego. 29 maja podczas gali It’s Showtime w Amsterdamie po raz drugi bronił pasa, tym razem przeciwko Hesdy'emu Gergesowi. Hari od początku kontrolował walkę, pewnie wygrywając pierwszą rundę. Jednak w drugiej po tym, jak Gerges stracił równowagę i przewrócił się, Marokańczyk kopnął z premedytacją leżącego rywala w głowę. Został za to zdyskwalifikowany i stracił tytuł. Następnie przez rok nie walczył. Powrócił do rywalizacji 14 maja 2011 roku, gdy na gali It’s Showtime w Lyonie pokonał przed czasem Gregory’ego Tony’ego.

### Przejście do boksu
W 2010 roku Hari wyraził chęć spróbowania swych sił w amatorskim boksie i reprezentowania Maroka na igrzyskach olimpijskich w Londynie. Jak się później jednak okazało, pomysł ten porzucił na rzecz boksu zawodowego. 28 września 2011 roku przedstawiciele It’s Showtime oficjalnie ogłosili, że odchodzi on z kick-boxingu, a jego pożegnalną walką będzie starcie z Gökhanem Sakim na gali It’s Showtime w Leeuwarden. 28 stycznia 2012 roku Hari pokonał Turka przez TKO w 1. rundzie.

### Powrót do K-1
Mimo wcześniejszych zapowiedzi zmiany dyscypliny, po niemal 2 latach Hari powrócił do organizacji K-1. 27 maja 2012 roku, na gali K-1 Rising w Madrycie w walce wieczoru pokonał przez jednogłośną decyzję Brazylijczyka Andersona „Braddocka” Silvę.
W lipcu 2012 roku został aresztowany pod zarzutem brutalnego pobicia biznesmena Koena Everinka podczas koncertu odbywającego się w amsterdamskiej ArenA. W sierpniu sąd przedłużył areszt na kolejne 3 miesiące, co wyeliminowało kick-boxera z udziału w październikowej gali K-1 WGP Final 16, a tym samym z rywalizacji o mistrzostwo K-1. Mimo to po zwolnieniu z aresztu, 15 marca 2013 wziął udział w finałowej gali K-1 w Zagrzebiu zastępując Bena Edwardsa, który wycofał się z turnieju. Hari w ćwierćfinale pokonał Zabita Samiedowa jednak z dalszej rywalizacji musiał się wycofać z powodu kontuzji stopy.

### Lata 2013–2018
Ponad dwa miesiące później doszło do rewanżu Hariego z Samiedowem w Moskwie z którego zwycięsko wyszedł Azer który znokautował lewym sierpowym Marokańczyka w drugiej rundzie. W listopadzie 2013 pokonał w rewanżu z Ignaszowa na punkty.
W 2014 występował w Global Fighting Championship (GFC) gdzie 29 maja wygrał czteroosobowy turniej wagi ciężkiej po znokautowaniu w rewanżach Stefana Leko i Petera Grahama. Na kolejnej gali GFC 16 października nokautował Litwina Arnolda Oborotova ciosem na korpus.
22 sierpnia 2015 na gali Akhmat Fight Show w stolicy Czeczeni, Groznym wygrał przed czasem z Ismaelem Londtem. W 2016 podpisał kontrakt z GLORY na walkę z Rico Verhoevenem. Do walki doszło 10 grudnia 2016. Hari przegrał pojedynek przez TKO wskutek kontuzji ręki, która uniemożliwiła mu kontynuowanie walki. Od razu spekulowano rewanż, jednak 7 lutego 2017 został skazany na dwa lata pozbawienia wolności w związku z pobiciem jakiego się dopuścił w 2012. W marcu sąd zmniejszył mu karę do sześciu miesięcy. Ostatecznie wyszedł jeszcze wcześniej bo w lipcu 2017. W grudniu 2017 ponownie związał się z GLORY, tocząc 3 lutego 2018 rewanżowy pojedynek z Hesdym Gergesem, którego pokonał jednogłośnie na punkty.

## Osiągnięcia
- 2002: mistrz Holandii WPKL w formule muay thai
- 2007–2008: mistrz K-1 w wadze ciężkiej
- 2009: wicemistrzostwo K-1 World GP
- 2009–2010: mistrz It’s Showtime w wadze ciężkiej
- 2014: GFC Fight Series – 1. miejsce w turnieju wagi ciężkiej